# Asterodiscides culcitulus
Asterodiscides culcitulus är en sjöstjärneart som beskrevs av Ross Robert Mackerras Rowe 1977. Asterodiscides culcitulus ingår i släktet Asterodiscides och familjen Asterodiscididae. Inga underarter finns listade i Catalogue of Life.